# روبن پارونیان
روبن لازاری پارونیان (ارمنی: Ռուբեն Լազարի Պարոնյան؛  زادهٔ نوامبر ۱۸۹۴ - درگذشته ۱۴ نوامبر ۱۹۷۸) یک پزشک و استاد اهل ارمنستان بود.

## زندگی‌نامه
در نوامبر ۱۸۹۴ در باکو به دنیا آمد و از دانشگاه دولتی ساراتوف فارغ‌التحصیل شد.   وی همچنین برنده دانشمند شایسته ارمنستان شوروی (۱۹۶۵) و نشان برجسته افتخار شده است. وی در ۱۴ نوامبر ۱۹۷۸ در سن ۸۴ سالگی در ایروان درگذشت.

## نگارخانه

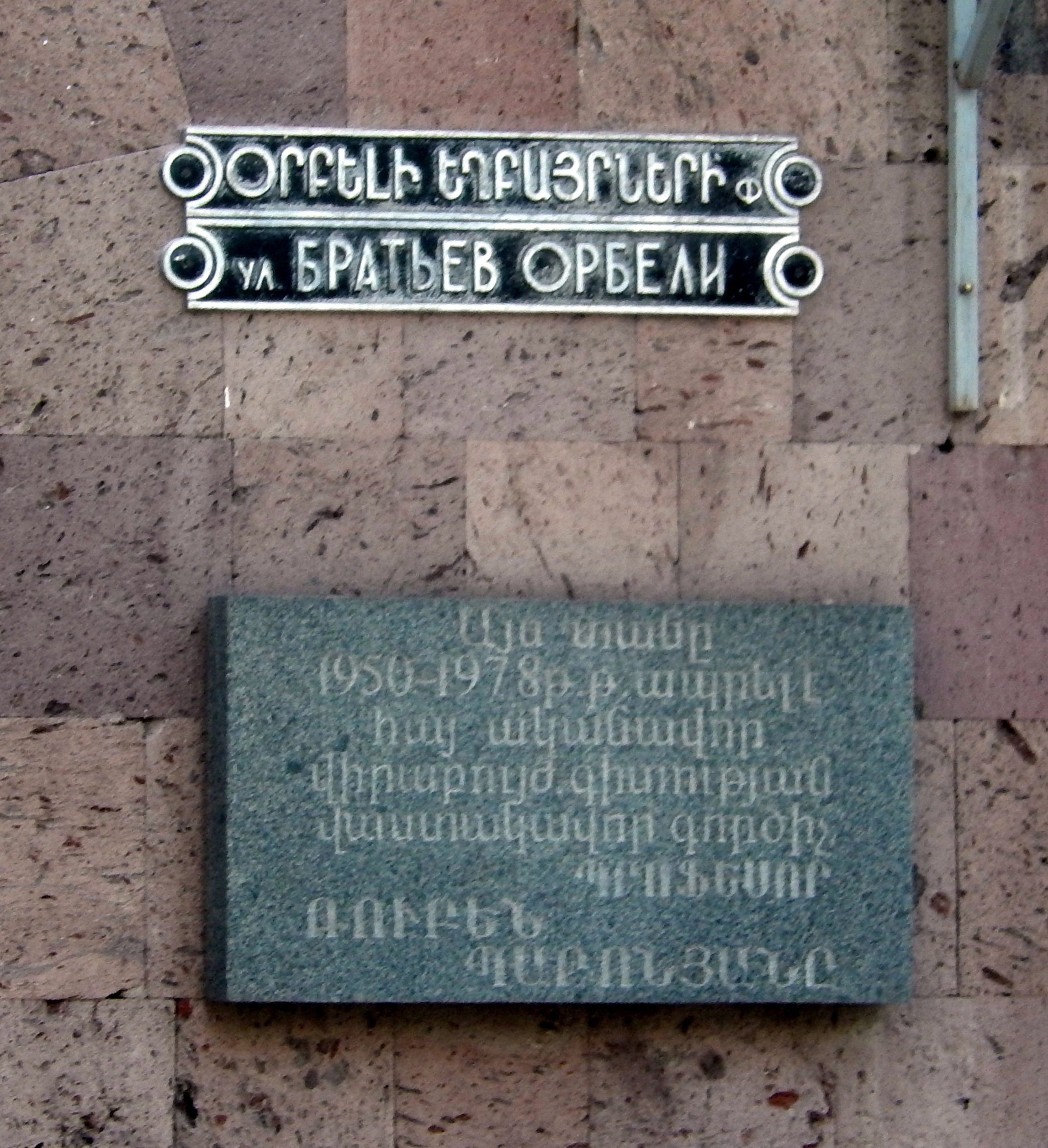

## یادداشت
1. ↑  բժշկական գիտությունների դոկտոր